# Alessio Sakara
Alessio Sakara (ur. 2 września 1981 w Rzymie) – włoski zawodnik mieszanych sztuk walki, były bokser oraz zawodnik sandy. Toczył walki dla takich organizacji jak m.in. UFC, Bellator MMA, M-1 Global czy Cage Warriors.

## Życiorys
Zaczął trenować boks w wieku 11 lat. W wieku 18 lat Sakara rozpoczął treningi brazylijskiego jiu-jitsu pod okiem Roberto Almeidy. Sakara zainteresował się startami w MMA, ponieważ nie sądził, że będzie w stanie utrzymać się za tak niewielkie pieniądze, jakie otrzymują bokserzy we Włoszech. W 2000 roku, Sakara wyjechał do Brazylii, aby trenować z takimi zawodnikami jak Antônio Rodrigo Nogueira, czy jego brat Antônio Rogério Nogueira.

## Kariera MMA

### Wczesna kariera
Legionarius pierwszy zawodowy pojedynek stoczył w czerwcu 2002 roku na lokalnej gali we włoskim mieście Pomezia. Włoch wygrał wówczas przez nokaut w pierwszej rundzie. W lipcu tego samego roku zawalczył w turnieju na pierwszej gali angielskiej organizacji Cage Warriors - Sakara pierwszy pojedynek zwyciężył przez poddanie, w kolejnym natomiast poddany przez pochodzącego z Anglii Simona Holmesa. W listopadzie 2002 roku wystąpił na gali rosyjskiego giganta zatytułowanej M-1 - Russia vs. the World 4. Sakara tego wieczoru przegrał przez jednogłośną decyzję z o wiele bardziej doświadczonym Romanem Zentsovem. Legionarius do 2005 roku toczył walki głównie na krajowym podwórku, sześć razy wygrywając, a tylko raz wychodząc z klatki jako pokonany. Seria zwycięstw zaowocowała kontraktem z organizacją UFC.

### UFC
Sakara zadebiutował w UFC na gali z numerem 55, mierząc się z Ronem Fairclothem. Walka została uznana za nieodbytą z powodu nieintencjonalnego kopnięcia ze strony Amerykanina. Następnie Sakara walczył z Elvisem Sinosicem na UFC 57 w lutym 2006 - walkę zwyciężył przez jednogłośną decyzję sędziów. Sakara powrócił do klatki w maju 2006 roku na gali UFC 60, gdzie skonfrontował się z byłym mistrzem King of The Cage, Deanem Listerem. Przegrał tę walkę przez poddanie w pierwszej rundzie. Następną walkę Włoch stoczył w listopadzie tego samego roku - przegrał przez TKO w pierwszej rundzie. Sakara przerwał passę porażek w starciu z Victorem Balimakim na UFC 70 21 kwietnia 2007. Wygrał wówczas przez TKO już w pierwszej odsłonie pojedynku. Na UFC 75 we wrześniu 2007 roku, Sakara przegrał przez TKO w pierwszej rundzie z Houstonem Alexandrem. Na gali UFC z numerem 80, która odbywała się 19 stycznia 2008, wygrał przez TKO w pierwszej rundzie z Jamesem Lee. To był ostatni pojedynek Włocha w wadze półciężkiej, ponieważ zdecydował się on toczyć kolejne walki w wadze niżej - do 84 kilogramów.
Zadebiutował w wadze średniej przeciwko byłemu mistrzowi WEC, Chrisowi Lebenowi, na gali UFC 82 1 marca 2008. Przegrał walkę przez nokaut w pierwszej rundzie. Na UFC Fight Night 15 Sakara znokautował kopnięciem na głowę Joe Vedepo. W sierpniu 2009 roku na gali UFC 101 zmierzył się z Thalesem Leitesem - Legionarius wygrał ten pojedynek na kartach punktowych. Włoch powrócił do walk w marcu 2010 roku, gdzie na gali UFC on Versus 1 pokonał Jamesa Irvina przez nokaut w pierwszej rundzie. Następny swój pojedynek dla amerykańskiego giganta stoczył na gali UFC on Versus 3 w marcu 2011 roku - uległ wówczas stawiającemu pierwsze kroki w zawodowym MMA Chrisowi Weidmanowi. 14 kwietnia 2012 roku skonfrontował się z Brianem Stannem, który znokautował Sakarę już w pierwszej odsłonie pojedynku. Kolejny pojedynek Włoch również nie może zaliczyć do udanych - w listopadzie 2012 przegrał przez dyskwalifikację z Patrickiem Côté. Pod koniec listopada 2012 roku Sakara podpisał nowy kontrakt z UFC na cztery walki. W październiku 2013 roku na gali UFC Fight Night 30 Sakara został poddany przez Nico Musoke. Niedługo potem został zwolniony z UFC.

### Po UFC
Po zwolnieniu z UFC, Legionarius związał się z chorwacką organizacją Final Fight Championship, gdzie miał toczyć walki ponownie w kategorii półciężkiej. 6 grudnia 2014 roku na gali Final Fight Championship 16 zmierzył się z Maciejem Browarskim. Walka została przerwana w pierwszej rundzie, gdy Sakara nie był w stanie kontynuować walki po kontuzji spowodowanej naderwaniem bicepsa. Najpierw przyznano zwycięstwo Browarskiemu przez TKO (kontuzja rywala), natomiast później wynik został unieważniony przez Chorwacką Federację MMA. W następnej walce dla chorwackiej organizacji Sakara zmierzył się z Dibem Akilem. Włoch zwyciężył ten pojedynek przez TKO w pierwszej rundzie.

### Bellator MMA
27 listopada 2015 roku ogłoszono, że Alessio Sakara podpisał kontrakt na trzy walki z amerykańską organizacją Bellator MMA. Zadebiutował na gali Bellator 152, podczas której znokautował w drugiej rundzie Briana Rogersa. W swojej kolejnej walce, w grudniu 2016 roku znokautował Joeya Beltrana w pierwszej odsłonie walki. Rok później, w grudniu 2017 roku zmierzył się o mistrzowski tytuł z Rafaelem Carvalho - Włoch przegrał ten pojedynek przez nokaut w pierwszej rundzie. Rok później, w grudniu 2018, przegrał z Kentem Kauppinenem przez nokaut. 12 października 2019 roku powrócił do klatki Bellatora - zwyciężył przez nokaut z Canaanem Grigsbym. 10 lipca 2021 roku ogłoszono, że Alessio Sakara rozstał się z organizacją Bellator.

## Lista walk w MMA
| Wynik     | Bilans    | Przeciwnik (bilans przed walką) | Rozstrzygnięcie                         | Runda | Czas | Rozgrywki                            | Data       | Miejsce          | Uwagi                                                       |
| --------- | --------- | ------------------------------- | --------------------------------------- | ----- | ---- | ------------------------------------ | ---------- | ---------------- | ----------------------------------------------------------- |
| Wygrana   | 20-13 (2) | Canaan Grigsby (8-7)            | TKO (ciosy w parterze)                  | 1     | 0:23 | Bellator 230: Milan                  | 12.10.2019 | Mediolan         |                                                             |
| Przegrana | 19-13 (2) | Kent Kauppinen (10-4)           | KO (cios pięścią)                       | 1     | 1:10 | Bellator 211: Kauppinen vs. Sakara   | 01.12.2018 | Genua            |                                                             |
| Wygrana   | 19-12 (2) | Jamie Sloane (8-4)              | TKO (ciosy w parterze)                  | 1     | 1:19 | Bellator 203: Pitbull vs. Weichel 2  | 17.07.2018 | Rzym             |                                                             |
| Przegrana | 18-12 (2) | Rafael Carvalho (14-1)          | TKO (łokieć)                            | 1     | 0:44 | Bellator 190: Carvalho vs. Sakara    | 09.12.2017 | Florencja        | Pojedynek o mistrzostwo Bellator MMA w wadze średniej.      |
| Wygrana   | 18-11 (2) | Joey Beltran (17-13)            | TKO (ciosy pięściami)                   | 1     | 1:20 | Bellator 168: Sakara vs. Beltran     | 10.12.2016 | Florencja        |                                                             |
| Wygrana   | 17-11 (2) | Brian Rogers (12-8)             | TKO (ciosy pięściami)                   | 2     | 2:29 | Bellator 152: Pitbull vs. Souza      | 16.04.2016 | Turyn            | Debiut w Bellator MMA.                                      |
| Wygrana   | 16-11 (2) | Dib Akil (2-2)                  | TKO (ciosy pięściami)                   | 1     | 1:32 | Final Fight Championship 19          | 18.09.2015 | Linz             |                                                             |
| Nieodbyta | 15-11 (2) | Maciej Browarski (11-6)         | No contest (kontuzja ramienia)          | 1     | 3:20 | Final Fight Championship 16          | 06.12.2014 | Wiedeń           | Powrót do wagi półciężkiej.                                 |
| Przegrana | 15-11 (1) | Nico Musoke (10-2-1)            | Poddanie (balacha)                      | 1     | 3:07 | UFC Fight Night: Machida vs. Muñoz   | 26.10.2013 | Manchester       |                                                             |
| Przegrana | 15-10 (1) | Patrick Côté (17-8)             | Dyskwalifikacja (uderzenia w tył głowy) | 1     | 1:26 | UFC 154                              | 17.11.2012 | Montreal         |                                                             |
| Przegrana | 15-9 (1)  | Brian Stann (11-4)              | TKO (ciosy w parterze)                  | 1     | 2:26 | UFC on Fuel TV: Gustafsson vs. Silva | 14.04.2012 | Sztokholm        |                                                             |
| Przegrana | 15-8 (1)  | Chris Weidman (4-0)             | Decyzja (jednogłośna)                   | 3     | 5:00 | UFC Live 3                           | 03.03.2011 | Louisville       |                                                             |
| Wygrana   | 15-7 (1)  | James Irvin (14-5)              | TKO (ciosy w parterze)                  | 1     | 3:01 | UFC Live 1                           | 21.03.2010 | Broomfield       |                                                             |
| Wygrana   | 14-7 (1)  | Thales Leites (14-2)            | Decyzja (niejednogłośna)                | 3     | 5:00 | UFC 101 - Declaration                | 08.08.2009 | Filadelfia       |                                                             |
| Wygrana   | 13-7 (1)  | Joe Vedepo (7-2)                | KO (kopnięcie na głowę)                 | 1     | 1:27 | UFC Fight Night 15                   | 17.09.2008 | Omaha            | Bonus za nokaut wieczoru.                                   |
| Przegrana | 12-7 (1)1 | Chris Leben (16-5)              | TKO (ciosy pięściami)                   | 1     | 3:16 | UFC 82 - Pride of a Champion         | 01.03.2008 | Columbus         | Debiut w wadze średniej.                                    |
| Wygrana   | 12-6 (1)  | James Lee (14-3)                | TKO (ciosy pięściami)                   | 1     | 1:30 | UFC 80: Rapid Fire                   | 19.01.2008 | Newcastle        |                                                             |
| Przegrana | 11-6 (1)  | Houston Alexander (7-1)         | TKO (kolano i ciosy pięściami)          | 1     | 1:01 | UFC 75: Champion vs. Champion        | 08.09.2007 | Londyn           |                                                             |
| Wygrana   | 11-5 (1)  | Victor Valimaki (9-3)           | TKO (ciosy pięściami)                   | 1     | 1:44 | UFC 70: Nations Collide              | 21.04.2007 | Manchester       |                                                             |
| Przegrana | 10-5 (1)  | Drew McFedries (4-1)            | TKO (ciosy pięściami)                   | 1     | 4:07 | UFC 65 - Bad Intentions              | 18.11.2006 | Sacramento       |                                                             |
| Przegrana | 10-4 (1)  | Dean Lister (7-4)               | Poddanie (duszenie trójkątne nogami)    | 1     | 2:20 | UFC 60 - Hughes vs Gracie            | 27.05.2006 | Los Angeles      |                                                             |
| Wygrana   | 10-3 (1)  | Elvis Sinosic (5-9-2)           | Decyzja (jednogłośna)                   | 3     | 5:00 | UFC 57 - Liddell vs Couture 3        | 04.02.2006 | Las Vegas        | Sakarze został odjęty 1 punkt z powodu nielegalnego łokcia. |
| Nieodbyta | 9-3 (1)   | Ron Faircloth (19-11)           | No contest (nieintencjonalne kopnięcie) | 2     | 0:10 | UFC 55 - Fury                        | 07.10.2005 | Uncasville       | Sakara został kopnięty w krocze.                            |
| Wygrana   | 9-3       | Frank Amaugou (0-0)             | Decyzja (jednogłośna)                   | 3     | 5:00 | KOTR - King of the Ring              | 19.02.2005 | Mediolan         |                                                             |
| Wygrana   | 8-3       | Tihamer Brunner (1-3)           | TKO (ciosy w parterze)                  | 1     | 1:40 | Ring Fight                           | 20.11.2004 | Bergamo          |                                                             |
| Porażka   | 7-3       | Assuerio Silva (10-3)           | Decyzja (jednogłośna)                   | 3     | 5:00 | Jungle Fight 3                       | 23.10.2004 | Manaus           |                                                             |
| Wygrana   | 7-2       | Eduardo Maiorino (2-1)          | KO (ciosy pięściami)                    | 1     | 0:30 | Real Fight 1                         | 30.07.2004 | Rio de Janeiro   |                                                             |
| Wygrana   | 6-2       | Rafael Tatu (0-0)               | TKO (przerwanie przez lekarza)          | 2     | 4:18 | Meca World Vale Tudo 9               | 01.08.2003 | Rio de Janeiro   |                                                             |
| Wygrana   | 5-2       | Damien Riccio (4-4)             | Decyzja (jednogłośna)                   | 2     | 6:00 | MAD - Martial Arts Day               | 11.05.2003 | Rzym             |                                                             |
| Wygrana   | 4-2       | David Mortelette (0-1)          | TKO (ciosy w parterze)                  | 1     | 1:12 | La Resa Dei Conti 6                  | 20.12.2002 | Livorno          |                                                             |
| Przegrana | 3-2       | Roman Zentsow (7-6)             | Decyzja (jednogłośna)                   | 2     | 5:00 | M-1 - Russia vs the World 4          | 15.11.2002 | Sankt Petersburg |                                                             |
| Przegrana | 3-1       | Simon Holmes (1-0)              | Poddanie (duszenie zza pleców)          | 1     | 4:50 | Cage Warriors 1: Armageddon          | 27.07.2002 | Londyn           | Finał turnieju Cage Warriors.                               |
| Wygrana   | 3-0       | Adam Woolmer (0-0)              | Poddanie (kimura)                       | 1     | 0:21 | Cage Warriors 1: Armageddon          | 27.07.2002 | Londyn           | Półfinał turnieju Cage Warriors.                            |
| Wygrana   | 2-0       | Mastioli Mastioli (0-0)         | Poddanie (balacha)                      | 1     | 0:20 | FN - Fight Night                     | 21.06.2002 | Pomezia          |                                                             |
| Wygrana   | 1-0       | Di Clementi (0-0)               | TKO (ciosy pięściami)                   | 1     | 0:13 | FN - Fight Night                     | 21.06.2002 | Pomezia          | Debiut w zawodowym MMA                                      |